# Steen van Baaigem

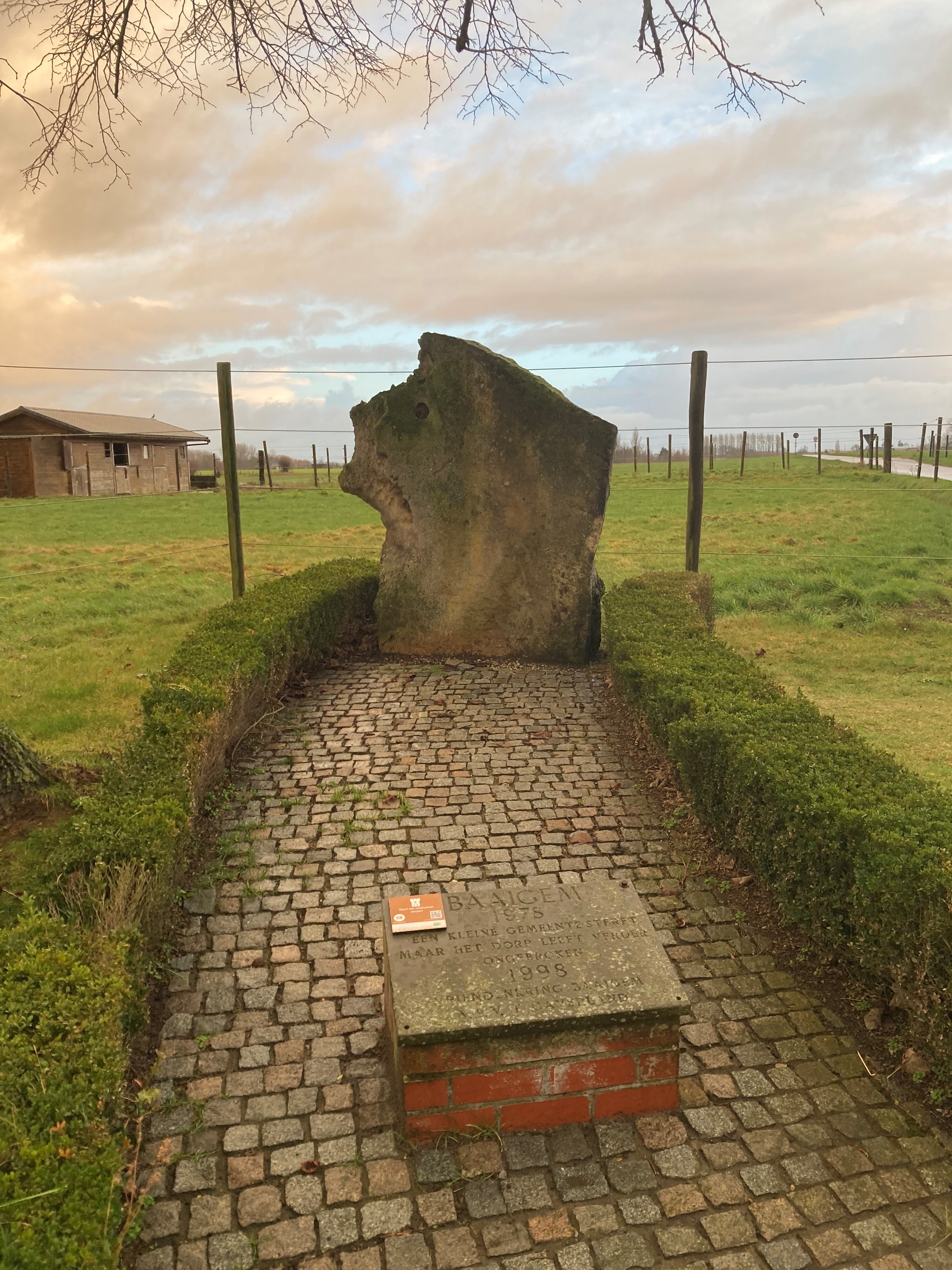
De steen van Baaigem, geplaatst in 1978.

De steen van Baaigem of de steen der verdwenen dorpen is een monument bestaande uit een ruwe blok op de hoek van de Baaigemstraat en Ellevestraat in de Oost-Vlaamse deelgemeente Baaigem die daar staat sedert 1978. Het is een stil protest tegen de samenvoeging met de gemeente Gavere in 1977, waarbij vele kleine plattelandsgemeenten, zoals Baaigem, hun zelfstandigheid verloren en het kleine Baaigem een deel werd van Gavere.
Op de plaats waar nu de steen staat, stond vroeger een heilige boom, de linde.

## Geschiedenis
In 1972 werd het "Centrum voor Streekvalorisatie" opgericht met als doel om Baaigem te promoten. Zo opende men in 1978 in Baaigem de eerste "Boerenmarkt" van Vlaanderen. In oktober 1978 was het centrum betrokken bij het plaatsen van de steen van Baaigem.